# Сельское поселение Игмасское
Се́льское поселе́ние Игма́сское — сельское поселение в составе Нюксенского района Вологодской области.
Административный центр — посёлок Игмас.

## География
Расположено на юго-западе района. Граничит:
- на востоке с Городищенским сельским поселением,
- на севере с Маркушевским сельским поселением Тарногского района,
- на западе с Медведевским сельским поселением Тотемского района,
- на юге с Тимановским и Рослятинским сельскими поселениями Бабушкинского района.

Все населённые пункты, кроме посёлка Васильево, расположены на берегах Сухоны. Посёлок Васильево расположен в 25 км к юго-востоку, на территории Городищенского сельского поселения, и соединён с Игмасом Брусенецкой узкоколейной железной дорогой.

## Лесозаготовка
По данным за 2013 год объёмы заготовки древесины и переработки по сравнению с 2012 годом остались на прежнем уровне. Одной из главных задач лесопромышленников является сохранение достигнутых показателей, и того, что наработано за прошедшие годы. Представляется необходимым на перспективу до 2015 года не снижать объёмы, как заготовки, так и переработки древесины.

## История
Образовано 1 января 2006 года в соответствии с Федеральным законом № 131 «Об общих принципах организации местного самоуправления в Российской Федерации».
В состав сельского поселения вошёл Игмасский сельсовет за исключением посёлка Илезка, который был передан в Бабушкинский район.

## Население
Численность населения сельского поселения на начало2014 года составила 895 человек. В 2013 году родилось 9 малышей, умерло 23 человека.
| 2011 | 2012 | 2013 | 2014 | 2015 | 2016 | 2017 |
| ---- | ---- | ---- | ---- | ---- | ---- | ---- |
| 755  | ↘744 | ↘731 | ↘697 | ↘646 | ↘625 | ↘612 |
| 2018 | 2019 | 2020 | 2021 |      |      |      |
| ↘583 | ↘556 | ↘543 | ↗584 |      |      |      |

## Населённые пункты
В 1999 году был утверждён список населённых пунктов Вологодской области. С тех пор состав Игмасского сельсовета не изменялся.
С 2020 года в состав сельского поселения входят 5 населённых пунктов, в том числе:
- 2 деревни,
- 3 посёлка.

| Населённый пункт  | ОКАТО          | Рег. номер | Расстояние до районного центра, км | Расстояние до центра поселения, км | Координаты                      |
| ----------------- | -------------- | ---------- | ---------------------------------- | ---------------------------------- | ------------------------------- |
| посёлок Васильево | 19 236 832 002 | 5220       | 60                                 | 56                                 | 60°05′19″ с. ш. 44°11′51″ в. д. |
| посёлок Зимняк    | 19 236 832 003 | 5221       | 50                                 | 4                                  | 60°09′48″ с. ш. 43°43′06″ в. д. |
| посёлок Игмас     | 19 236 832 001 | 5219       | 46                                 | —                                  | 60°10′08″ с. ш. 43°46′35″ в. д. |
| деревня Кириллово | 19 236 832 006 | 5224       | 45                                 | 1                                  | 60°10′38″ с. ш. 43°46′40″ в. д. |
| деревня Пески     | 19 236 832 007 | 5225       | 45                                 | 1                                  | 60°10′34″ с. ш. 43°45′46″ в. д. |

Населённый пункт, упразднённый 02.05.2020.
| Населённый пункт | ОКАТО          | Рег. номер | Расстояние до районного центра, км | Расстояние до центра поселения, км | Координаты |
| ---------------- | -------------- | ---------- | ---------------------------------- | ---------------------------------- | ---------- |
| деревня Игмас    | 19 236 832 004 | 5222       | 48                                 | 2                                  |            |